# Sepp Trütsch
Sepp Trütsch (* 23. Mai 1949 in Schwyz) ist ein ehemaliger Schweizer Moderator von Volksmusiksendungen und Sänger.

## Leben
Sepp Trütsch schloss an seine Schulzeit an der Kantonsschule Kollegium Schwyz eine Ausbildung zum Drogisten an. Seine musikalische Ausbildung umfasste Gesang und Komposition. Seine mediale Laufbahn begann er als freier Mitarbeiter bei Radio Studio Bern im Jahr 1979. Trütsch arbeitete bis 1982 für das Radio. In derselben Zeit schrieb er Kolumnen für die Berner Zeitung Der Bund. Am 1. August 1980 nahm er die Tätigkeit als Redaktor und Präsentator bei SF DRS auf und war von 1984 bis 1987 Redaktionsleiter Folklore. Er hat etwa 470 Abendsendungen des volkstümlichen Schlagers moderiert, beispielsweise den Grand Prix der Volksmusik zusammen mit Carolin Reiber und Karl Moik. Weitere bekannte Sendungen volkstümlicher Musik mit Sepp Trütsch als Moderator waren Musig-Plausch und Fyraabig. Für das Schweizer Fernsehen präsentierte er regelmässig Sendungen bis 2002, als die Fernsehkarriere abrupt endete, weil SF DRS sich entschied, alle seine Volksmusik-Sendungen abzusetzen.
Seitdem widmet er sich der Gastronomie und organisiert Events. Seit 10. November 1997 ist Sepp Trütsch Verwaltungsratspräsident der Arena Wydehof AG in Birr AG, eines Gross-Gastronomiebetriebes für Events und Gastronomie. Ausserdem besitzt er gemeinsam mit seiner Frau Ida Trütsch-Reichmuth seit 1. September 2008 das Hotel «Wysses Rössli» in seinem Heimatort Schwyz. Ferner ist er seit 26. Oktober 2000 Mitglied der Proyou Event AG in Schwyz, eines Unternehmens, das im Bereich Events und Musikverlag tätig ist. Er ist seit 23. August 2004 geschäftsführender Gesellschafter der TVM Events GmbH und seit 14. Februar 1997 Inhaber der Sepp Trütsch Events + Konzeptionen.
Neben seinen Gastronomie-Tätigkeiten organisiert Sepp Trütsch weiterhin zahlreiche volkstümliche Veranstaltungen wie Brauchtumsübertragungen, Fasnachtsumzüge, Trachten-, Schwing- sowie Jodlerfeste oder auch musikalische Kreuzfahrten. Zudem veröffentlicht er zahlreiche Tonträger. Auch ist Trütsch als Buch- und Kalenderautor aktiv.
Er ist seit 1969 mit Ida Trütsch-Reichmuth verheiratet und hat mit ihr einen Sohn (* 1970) und eine Tochter (* 1973). Er wohnt in Schwyz.

## Publikationen
- Sepp Trütsch serviert Spezialitäten. Weber, Gwatt 2011, ISBN 978-3-90953274-2.